# Бакстер, Ронни
Ронни Бакстер (род. 5 февраля 1961, Блэкпул, Ланкашир) — профессиональный игрок в дартс. Карьеру начал в 1980-х годах. Дважды финалист Lakeside World Championship, финалист World Matchplay, World Masters и Las Vegas Desert Classic. Бакстер получил прозвище Ракета (англ. The Rocket) за быстрый стиль бросков. Лучшие свои результаты он показывает у себя на родине, в Блэкпуле.

## Начало карьеры
Ронни начинал свою карьеру в турнирах Британской Организации Дартса. Дебют в чемпионатах мира состоялся в 1991 году. Он вылетел во втором раунде. Когда многие ведущие игроки покинули BDO, чтобы создать новую организацию, Ронни был посеян на чемпионат мира 1994 года под вторым номером. Он проиграл в первом раунде канадцу Джону Пату.
Он пропустил чемпионат мира 1995 года, но спустя год дошёл до четвертьфиналов. В 1999 и 2000 годах доходил до финала, где проиграл ван Барневельду и Хэнки соответственно. Спустя два года перешёл в PDC. Последней игрой Ронни Бакстера в BDO был матч второго раунда чемпионата мира 2001 года, где его победил Уэйн Мадл.

## Карьера в PDC
В первом же чемпионате мира Ронни Бакстер дошёл до четвертьфинала, где его победил Питер Мэнли. В следующие семь лет Ронни не смог пройти дальше третьего раунда. В 2010 году дошёл до четвертьфиналов, где его всухую обыграл ван Барневельд.
Лучшим результатом Ронни Бакстера в турнирах PDC является финал World Matchplay 1998 года, где его победил Род Харрингтон 17-19. Также в активе Ронни есть финал Desert Classic 2002, четвертьфинал чемпионатов Европы (2008, 2010) и полуфиналы World Matchplay, UK Open и Players Championship Finals. За всю карьеру Ронни не выиграл ни одного турнира.

## Результаты на чемпионатах мира

### BDO
- 1991 — Второй раунд (поражение от Джоки Уилсона 1-3)
- 1992 — Первый раунд (поражение от Боба Андерсона 1-3)
- 1994 — Первый раунд (поражение от Джона Парта 1-3)
- 1996 — Четвертьфинал (поражение от Рикки Бёрнетта 2-4)
- 1998 — Первый раунд (поражение от Питера Джонстона 2-3)
- 1999 — Финалист (поражение от  Раймонда ван Барневельда 5-6)
- 2000 — Финалист (поражение от  Тэда Хэнки 0-6)
- 2001 — Четвертьфинал (поражение от Уэйна Мардла 3-5)

### PDC
- 2002 — Четвертьфинал (поражение от Питера Манли 2-6)
- 2003 — Третий раунд (поражение от Кевина Пэйнтера 3-5)
- 2004 — Четвёртый раунд (поражение от Кевина Пэйнтера 2-4)
- 2005 — Четвёртый раунд (поражение от Боба Андерсона 2-4)
- 2006 — Первый раунд (поражение от Рэя Карвера 2-3)
- 2007 — Первый раунд (поражение от Адриана Грэя 2-3)
- 2008 — Второй раунд (поражение от Марка Дадбриджа 2-4)
- 2009 — Третий раунд (поражение от Раймонда ван Барневельда 3-4)
- 2010 — Четвертьфинал (поражение от Раймонда ван Барневельда 0-5)
- 2011 — Второй раунд (поражение от Марка Уэбстера 0-4)
- 2012 — Первый раунд (поражение от Стива Фармера 2-3)
- 2013 — Второй раунд (поражение от Кевина Пэйнтера 3-4)
- 2014 — Первый раунд (поражение от Рики Эванса 0-3)
- 2015 — Второй раунд (поражение от Роберта Торнтона 0-4)

### WSDT
- 2023 — Первый раунд (поражение от Кевина Пэйнтера 0-3)